# فراشة نطاطة أسترالية
الفراشات النطاطة الأسترالية (الاسم العلمي: Trapezitinae)، فُصيلة حشرات فراشية من فصيلة الفراشات النطاطة. توجد فقط في غينيا الجديدة وأستراليا. تضم حوالي ستين نوعًا ضمن ستة عشر جنسًا.

## الأجناس
- Rachelia Hemming, 1964
- Trapezites Hübner, 1819
- Anisynta Lower, 1911
- Pasma Waterhouse, 1932
- Dispar Waterhouse & Lyell, 1914
- Felicena Waterhouse, 1932
- Neohesperilla Waterhouse & Lyell, 1914
- Toxidia Mabille, 1891
- Signeta Waterhouse & Lyell, 1914
- Oreisplanus Waterhouse & Lyell, 1914
- Hesperilla Hewitson, 1868
- Hewitsoniella Shepard, 1931
- Motasingha Watson, 1893
- Antipodia Atkins, 1984
- Proeidosa Atkins, 1973
- Croitana Waterhouse, 1932
- Herimosa Atkins, 1994
- Mesodina Meyrick, 1901